# Hudekamp

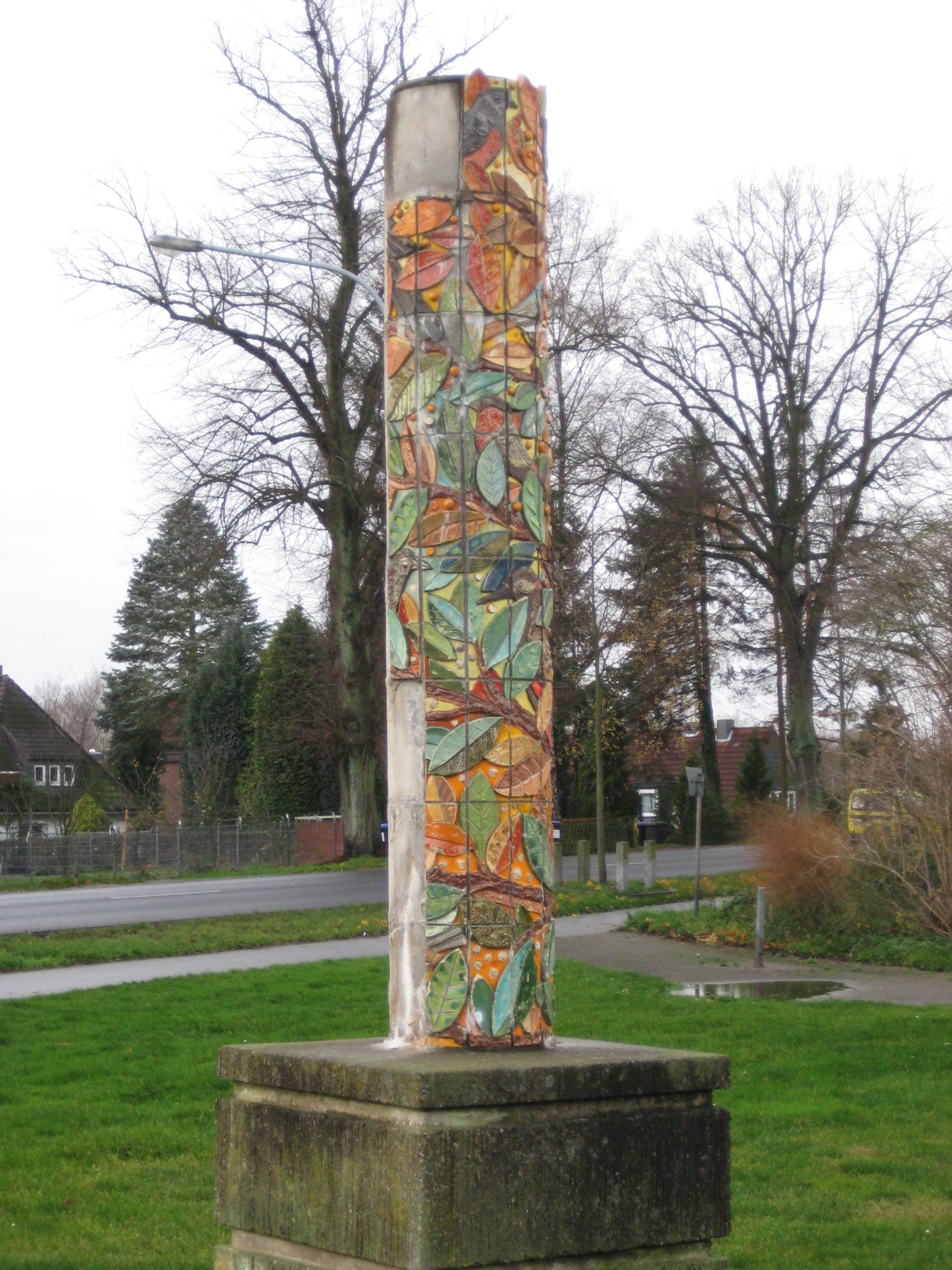
Desolate Kunst am Bau am Hudekamp: Alfred Klosowskis Keramikvögel von 1994 (Zustand 2008)

Hudekamp ist eine Hochhaussiedlung am westlichen Rand des Stadtteils Buntekuh in Lübeck. 
Vier Hochhäuser mit bis zu 16 Stockwerken als zwei U-förmige Gebäudegruppen mit nach Süden hin geöffneten Eingangshöfen wurden etwa 1972 bis 1973 errichtet und bezogen. Insgesamt gibt es 429 Wohnungen. 
Die Siedlung entwickelte sich vom modernen Wohnprojekt des sozialen Wohnungsbaus innerhalb vieler Jahre zum sozialen Brennpunkt. Die Sozialstruktur ist geprägt von Armut und Arbeitslosigkeit. 2000 waren über 50 % der Bewohner Migranten oder Aussiedler. Im Jahre 2000 wurden ein Quartiermanagement und Modernisierungen angestoßen. Videokameras haben geholfen, die Sicherheit zu verbessern.
Hudekamp war Schauplatz des 2013 mehrfach ausgezeichneten Dokumentarfilms „Hudekamp – ein Heimatfilm“.